# Dominique Lavanant
Dominique Lavanant (24 de maio de 1944) é uma atriz francesa. Ela é conhecida por suas habilidades de comédia, especialmente com personagens elegantes e distintos como Rosalind Russell; personagens muitas vezes definidos pelo adjetivo BCBG, gênero bon chic bon, e que se refere a um estereótipo particular da classe média alta francesa – ser conservador tanto na perspectiva quanto na vestimenta.

## Carreira
Dominique Lavanant alcançou a fama em meados da década de 1970 enquanto filmava Les bronzés com a trupe de atores Le Splendid - (Gérard Jugnot, Josiane Balasko, Michel Blanc, Thierry Lhermitte, Christian Clavier, Marie-Anne Chazel). Seu estrelato não parou de crescer desde então.
Sua filmografia inclui muitos filmes de sucesso: Papy fait de la résistance, La boum, Trois hommes et un couffin, Les bronzés font du ski, Inspecteur la Bavure (ao lado de Gérard Depardieu).
Em 1988, ela foi premiada como Melhor Atriz Coadjuvante por seu papel em Agent trouble (com Catherine Deneuve).
Ela também estrelou a série de TV francesa Sœur Thérèse.com (2002-2011) interpretando uma ex-policial que se tornou freira, mas ainda é uma detetive comprometida.

## Filmografia
| Ano       | Título                                        | Diretor                                   |
| --------- | --------------------------------------------- | ----------------------------------------- |
| 1974      | Parade                                        | Jacques Tati                              |
| 1975      | La coupe à dix francs                         | Philippe Condroyer                        |
| 1975      | Les Galettes de Pont-Aven                     | Joël Séria                                |
| 1976      | Calmos                                        | Bertrand Blier                            |
| 1976      | Silence... on tourne                          | Roger Coggio                              |
| 1976      | Marie-poupée                                  | Joël Séria                                |
| 1977      | Peppermint Soda                               | Diane Kurys                               |
| 1977      | Comme la lune                                 | Joël Séria                                |
| 1977      | Vous n'aurez pas l'Alsace et la Lorraine      | Coluche                                   |
| 1977      | Solveig et le violon turc                     | Jean-Jacques Grand-Jouan                  |
| 1978      | Les Bronzés                                   | Patrice Leconte                           |
| 1978      | Butterfly on the Shoulder                     | Jacques Deray                             |
| 1978      | Vas-y maman                                   | Nicole de Buron                           |
| 1978      | Dégustation maison                            | Sophie Tatischeff                         |
| 1978      | Le petit théâtre d'Antenne 2                  | Pierre Cavassilas                         |
| 1979      | Cause toujours... tu m'intéresses!            | Édouard Molinaro                          |
| 1979      | Les Bronzés font du ski                       | Patrice Leconte                           |
| 1979      | La Gueule de l'autre                          | Pierre Tchernia                           |
| 1979      | A Little Romance                              | George Roy Hill                           |
| 1979      | Courage - Let's Run                           | Yves Robert                               |
| 1980      | The Horse of Pride                            | Claude Chabrol                            |
| 1980      | The Umbrella Coup                             | Gérard Oury                               |
| 1980      | Inspector Blunder                             | Claude Zidi                               |
| 1980      | La Boum                                       | Claude Pinoteau                           |
| 1981      | Les hommes préfèrent les grosses              | Jean-Marie Poiré                          |
| 1981      | Hotel America                                 | André Téchiné                             |
| 1981      | Est-ce bien raisonnable?                      | Georges Lautner                           |
| 1981      | Pourquoi pas nous?                            | Michel Berny                              |
| 1982      | Y a-t-il un Français dans la salle ?          | Jean-Pierre Mocky                         |
| 1982      | Le mystère du gala maudit ...                 | Bernard Lion                              |
| 1983      | Entre Nous                                    | Diane Kurys                               |
| 1983      | Papy fait de la résistance                    | Jean-Marie Poiré                          |
| 1983      | Debout les crabes, la mer monte!              | Jean-Jacques Grand-Jouan                  |
| 1983      | Attention une femme peut en cacher une autre! | Georges Lautner                           |
| 1984      | Le léopard                                    | Jean-Claude Sussfeld                      |
| 1984      | La smala                                      | Jean-Loup Hubert                          |
| 1984      | Paroles et Musique                            | Élie Chouraqui                            |
| 1985      | Les Nanas                                     | Annick Lanoë                              |
| 1985      | Sac de noeuds                                 | Josiane Balasko                           |
| 1985      | Rendez-vous                                   | André Téchiné                             |
| 1985      | Three Men and a Cradle                        | Coline Serreau                            |
| 1985      | Billy Ze Kick                                 | Gérard Mordillat                          |
| 1985      | Le mariage du siècle                          | Philippe Galland                          |
| 1986      | Kamikaze                                      | Didier Grousset                           |
| 1986      | Le débutant                                   | Daniel Janneau & Francis Perrin           |
| 1986      | Je hais les acteurs                           | Gérard Krawczyk                           |
| 1986      | Mort un dimanche de pluie                     | Joël Santoni                              |
| 1986      | The Joint Brothers                            | Hervé Palud                               |
| 1987      | Agent trouble                                 | Jean-Pierre Mocky                         |
| 1987      | Keep Your Right Up                            | Jean-Luc Godard                           |
| 1987      | L'oeil au beur(re) noir                       | Serge Meynard                             |
| 1988      | Les années sandwiches                         | Pierre Boutron                            |
| 1988      | Quelques jours avec moi                       | Claude Sautet                             |
| 1988      | Cinéma                                        | Philippe Lefebvre                         |
| 1988      | L'excès contraire                             | Yves-André Hubert                         |
| 1989      | Palace                                        | Jean-Michel Ribes                         |
| 1989-1996 | Imogène                                       | Paul Vecchiali, ...                       |
| 1990      | Un jeu d'enfant                               | Pascal Kané                               |
| 1990      | La fracture du myocarde                       | Jacques Fansten                           |
| 1991      | Les secrets professionnels du Dr Apfelglück   | Alessandro Capone, Thierry Lhermitte, ... |
| 1992      | Ville à vendre                                | Jean-Pierre Mocky                         |
| 1992      | My Wife's Girlfriends                         | Didier Van Cauwelaert                     |
| 1993      | Shadow of a Doubt                             | Aline Issermann                           |
| 1993      | Pepita                                        | Dominique Baron                           |
| 1993      | La voisine du dessus                          | André Gall                                |
| 1994      | Grosse Fatigue                                | Michel Blanc                              |
| 1994      | The Monster                                   | Roberto Benigni                           |
| 1994      | Ma soeur est un chic type                     | Mathias Ledoux                            |
| 1996      | Désiré                                        | Bernard Murat                             |
| 2001      | A Crime in Paradise                           | Jean Becker                               |
| 2002-2011 | Sœur Thérèse.com                              | Several                                   |
| 2004      | Madame Édouard                                | Nadine Monfils                            |
| 2006      | Les Bronzés 3: Amis pour la vie               | Patrice Leconte                           |
| 2008      | Agathe Cléry                                  | Étienne Chatiliez                         |
| 2009      | Myster Mocky présente                         | Jean-Pierre Mocky                         |
| 2010      | Pièce montée                                  | Denys Granier-Deferre                     |
| 2012      | Paulette                                      | Jérôme Enrico                             |
| 2012      | La clinique de l'amour!                       | Artus de Penguern & Gábor Rassov          |
| 2013      | Le renard jaune                               | Jean-Pierre Mocky                         |
| 2013      | Myster Mocky présente                         | Jean-Pierre Mocky                         |
| 2013      | À votre bon coeur Mesdames                    | Jean-Pierre Mocky                         |
| 2014      | Nicholas on Holiday                           | Laurent Tirard                            |